# Pterolophia albertisi
Pterolophia albertisi är en skalbaggsart som beskrevs av Stefan von Breuning 1939. Pterolophia albertisi ingår i släktet Pterolophia och familjen långhorningar. Inga underarter finns listade i Catalogue of Life.